# Minous
Minous là một chi cá biển trong họ Cá mao mặt quỷ (Synanceiidae) bản địa của Ấn Độ Dương và Thái Bình Dương.

## Các loài
Hiện hành có 12 loài được ghi nhận trong chi này:
- Minous andriashevi Mandritsa, 1990
- Minous coccineus Alcock, 1890 (Onestick stingfish)
- Minous dempsterae Eschmeyer, Hallacher & Rama Rao, 1979 (Obliquebanded stingfish)
- Minous inermis Alcock, 1889 (Alcock's scorpionfish)
- Minous longimanus Regan, 1908
- Minous monodactylus (Bloch & J. G. Schneider, 1801) (cá mao tiên vằn đuôi)
- Minous pictus Günther, 1880 (Painted stinger)
- Minous pusillus Temminck & Schlegel, 1843 (Dwarf stingfish)
- Minous quincarinatus (Fowler, 1943)
- Minous trachycephalus (Bleeker, 1855) (cá mao tiên)
- Minous usachevi Mandritsa, 1993
- Minous versicolor J. D. Ogilby, 1910 (Plumstriped stingfish)